# 中州音韻
《中州音韵》是明朝人王文璧所作的一部韵书。其分韵共19部，与《中原音韵》无异，而多收3000余字，且有注解、反切。但平声不分阴阳、有全浊声母，大约是为适应南曲创作演唱的需要而作的。:584